# 山田站 (岐阜縣)

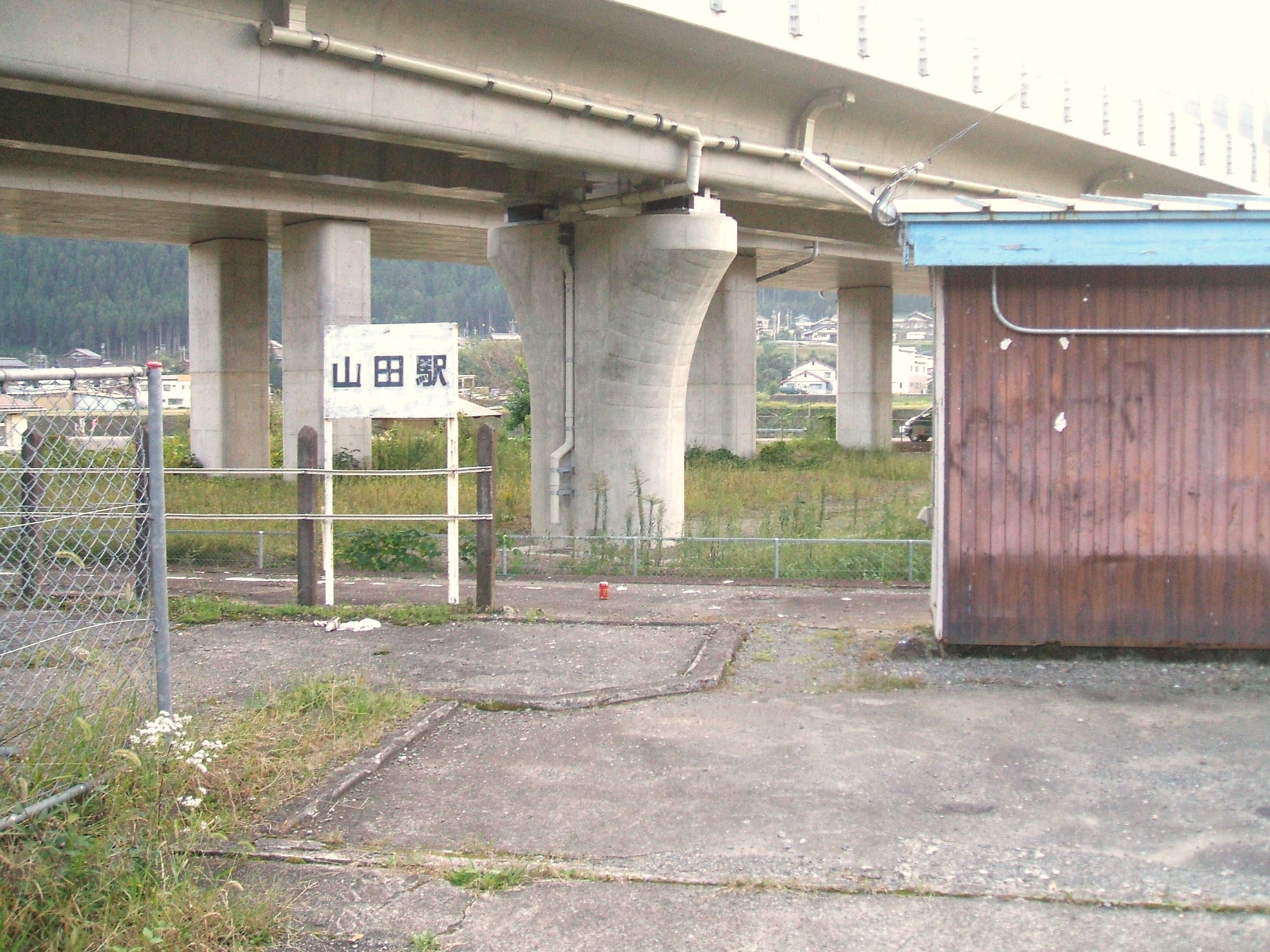
車站出入口

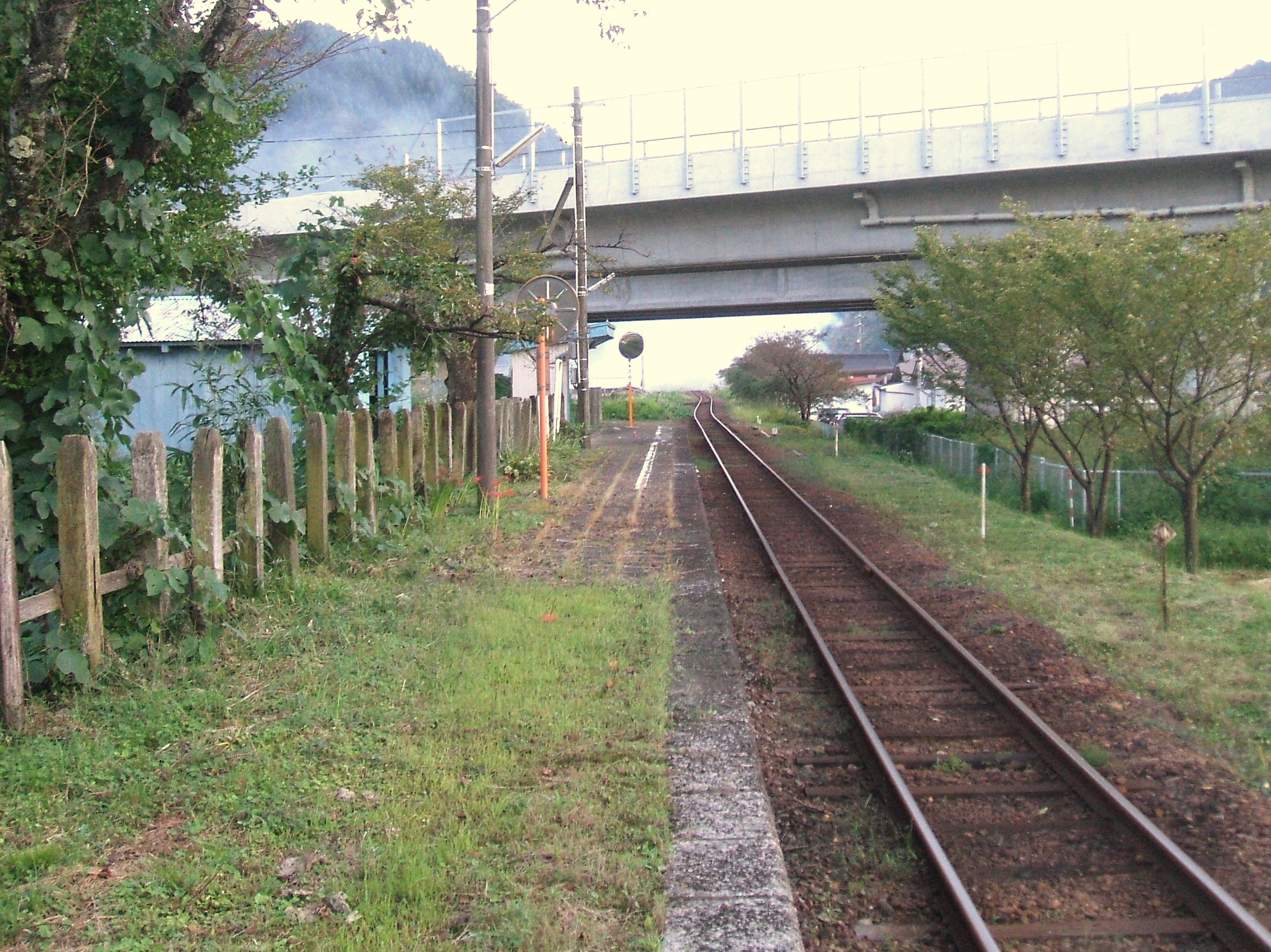
月台望向東海北陸自動車道橋樑

山田站（日语：／ Yamada eki */?）是位於岐阜縣郡上市大和町河邊，長良川鐵道的越美南線車站。車站編號是27。車站名稱取自車站啟用當時位於山田村。

## 歷史
- 1932年（昭和7年）7月9日 - 鐵道省（國鐵）越美南線郡上八幡站至美濃彌富站（現時：郡上大和站）之間開通，此站啟用。當時車站名為美濃山田站[1]。為旅客和貨物車站。
- 1959年（昭和34年）10月10日 - 結束貨物起卸業務[1]。
- 1960年（昭和35年）
  - 2月19日 - 車站由郡上八幡站長管理。
  - 10月1日 - 成為無人車站。
- 1986年（昭和61年）12月11日 - 國鐵越美南線由長良川鐵道接管，成為長良川鐵道車站[1]。同時改名為山田站[1]。

## 車站構造
車站是一座地面車站，設有1面1線單式月台。
此站是無人車站。車站出入口設有單車停泊處。

## 使用狀況
| 年度               | 1日平均 乘車人次 | 1日平均 乘車人次 |
| ------------------ | ---------------- | ---------------- |
| 2011年（平成23年） | 3                |                  |
| 2012年（平成24年） | 5                |                  |
| 2013年（平成25年） | 6                |                  |
| 2014年（平成26年） | 4                |                  |
| 2015年（平成27年） | 4                |                  |

## 車站周邊
- 國道156號
- 東海北陸自動車道岐阜大和交匯處（日语：ぎふ大和インターチェンジ）
- 長良川
- 時尚中心鳥村（日语：しまむら）
- 米利（日语：コメリ）郡上大和店

## 相鄰車站
長良川鐵道
越美南線
自然園前（26）－山田（27）－德永（28）

## 注腳
1. 1 2 3 4 5  曾根悟（監修）. 朝日新聞出版分冊百科編集部（編集） , 编. . 週刊朝日百科. 26号 長良川鉄道・明知鉄道・樽見鉄道・三岐鉄道・伊勢鉄道. 朝日新聞出版. 2011-09-18: 10-11 （日语）.

## 外部連結
- 山田站｜【官方網站】長良川鐵道株式會社 （页面存档备份，存于）（日語）